# Діазоаміносполуки

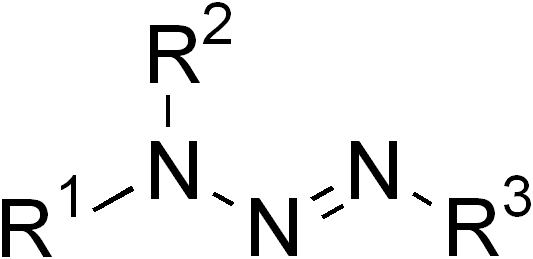

Тріазени (Діазоаміносполуки) — хімічні сполуки зі структурою RN=N–NR2 (де не всі R = H, і один R звичайно арил).
Приклад: метилдіазоамінобензен PhN=N–PhMe.

## Номенклатура
У систематичній номенклатурі при іменуванні тріазенів RN = N-NR1R2 використовується префікс діазоаміно-, що додається до імені батьківського з'єднання RH радикала R при атомі азоту азогрупи діазоаміносполуки: так, наприклад, PhN = N-NHMe — N-метілдіазоамінобензол.
У тріазенах атом водню при аміногрупі може бути заміщений функціональною групою X, такі сполуки при X = OH називаються N-гідрокситріазенами, при X = NO або NO2 — N-нітрозотріазенами і N-нітротріазенами відповідно, при X = COOH — діазоаміносполуки-N-карбоновими кислотами, X = SO3H — діазоаміносполуки-N-сульфокислот.

## Отримання
Триазен може бути отриманий шляхом імпульсного радіолізу гідразину.
{\displaystyle \mathrm {2\ N_{2}H_{4}\longrightarrow N_{4}H_{6}\longrightarrow NH_{3}+N_{3}H_{3}} }
Однак сполука нестабільна і розкладається на аміак і азот.

## Властивості
Як і в разі інших азосполук, для тріазенів характерна  цис-транс  — ізомерія щодо зв'язку -N = N-, термодинамічно стійкою є  транс -конфігурація, що переходить в цис - конфігурацію при опроміненні ультрафіолетом.

## Інтернет-ресурси
- IUPAC Gold Book definition